# Kus (middeleeuwen)
De middeleeuwse kus had in Europa niet slechts een affectieve betekenis, maar speelde ook een rol in kerkelijke, politieke en juridische rituelen.

## Vier verschillende kussen
In het Vlaamse handschrift van Seghelijn van Jheruzalem (vs. 2434-2436) uit de eerste helft van de vijftiende eeuw zijn de verschillende betekenissen van de kus fraai omschreven: ‘sonderlinghe cussen sijn viere: cussen van moeder, cussen van lieve, cussen van peise, cussen van grieve’ (er zijn vier bijzondere kussen: kussen van moeder, kussen van een geliefde, kussen van vrede, kussen na lichamelijk leed).

## Vredeskus in de kerk[2]
De zogenaamde vredeskus (osculum pacis) op de mond werd bij diverse plechtige bijeenkomsten gegeven.
Vanaf de vroege middeleeuwen maakte de vredeskus deel uit van de eucharistieviering. Het vermoeden bestaat dat deze kus teruggaat op de brief van de apostel Paulus aan de verdeelde christenen van Korinthe, waarin hij hen opdraagt elkaar te groeten met een heilige kus.
Sedert paus Gregorius I (590-604) gaven de gelovigen de kus tijdens de viering van de Heilige Mis direct na het uitspreken van het liturgisch gebed 'Agnus Dei', waardoor het verzoenende karakter van het ritueel werd benadrukt. In het kerkelijk ritueel is dit de vredeskus geworden, een kus om de onderlinge vrede tussen de gelovigen te bevestigen. Hij wordt tevens beschouwd als het symbool van de pax ritualis, de vrede van de gelovigen met God door Christus. 
In de dertiende eeuw werd de directe mondkus vervangen door een kus op het zogenaamde vredesbord door alle aanwezige parochianen. De volgorde waarin de gelovigen het vredesbord mochten kussen, was afhankelijk van de sociale status van de gelovige.

## Verzoeningskus van vorsten en leenmannen[4]

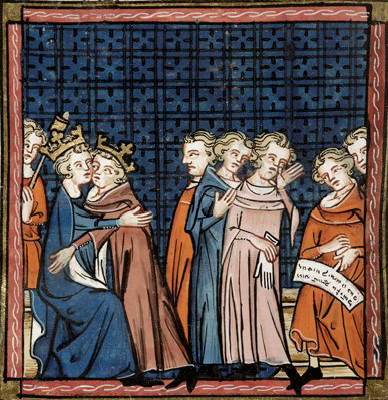
Koning Filips II Augustus en koning Jan zonder Land bezegelen de fragiele vrede van Le Goulet (1200) met een kus (illustratie uit de Chroniques de Saint-Denis, 14e eeuw).

Andere verzoeningskussen bij rituelen in de hoge of late middeleeuwen vonden waarschijnlijk ook hun oorsprong in de osculum pacis van het kerkelijk ritueel. Bij begroetingsrituelen van vorsten in de hoge middeleeuwen was deze kus ook een wezenlijk bestanddeel. Wanneer een leenman een nieuw leen kreeg, vond de leenverheffing plaats tijdens een speciaal ritueel. Tijdens de ceremonie van de belening toonde de leenman zijn totale overgave aan de leenheer. De leenman deed de zogenaamde manschap: hij legde zijn gevouwen handen in die van de leenheer, die ze met de eigen handen omsloot. Daarna kusten zij elkaar.
De vroegste verwijzingen naar het doen van manschap bij leenverheffing dateren uit de elfde eeuw en worden vermeld in Noord–Spaanse en Zuid–Franse bronnen. Vanuit het zuiden verspreidde het gebruik zich over het continent en Engeland. Reeds aan het einde van de elfde eeuw was het ritueel ook in het Duitse Rijk bekend.

## Kus tijdens een verzoeningsritueel na een doodslag[5]
In Noordwest-Europa benaderden in de late middeleeuwen de kussen in verzoeningsrituelen na doodslag nog het sterkst de betekenis van de osculum pacis in het kerkelijk ritueel. In de late middeleeuwen gaf de dader van een doodslag aan de oudste zoon of aan de aanwezige meest naaste verwant van het gedode slachtoffer aan het einde van verzoeningsbijeenkomst een mondkus om een verzoening te bekrachtigen.
In de vijftiende eeuw is de mondkus in een verzoeningsbijeenkomst verdwenen. Slachtoffers en daders gaven toen elkaar aan het einde van een ritueel een hand of een omhelzing.